# Acronicta dactylina
Acronicta dactylina (tên tiếng Anh: Fingered Dagger Moth hoặc Alder Dagger) là một loài bướm đêm thuộc họ Noctuidae. Nó được tìm thấy ở Newfoundland phía tây đến ven biển Thái Bình Dương và đảo Vancouver, phía nam đến Bắc Carolina và Colorado.
Acronicta hesperida trước đây được coi là loài tách biệt, nhưng hiện được xem là một danh pháp đồng nghĩa.
Sải cánh dài 45–55 mm. Con trưởng thành bay từ tháng 5 đến tháng 7 làm một đợt tùy theo địa điểm.
Ấu trùng ăn cây tổng quán sủi, cây cáng lò (hay cây bulô), cây bạch dương, cây táo gai và cây liễu.

## Hình ảnh

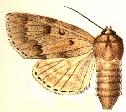